# Microascales
Microascales Luttr. ex Benny & R.K. Benj. – rząd workowców należący do klasy Sordariomycetes.

## Charakterystyka
Gatunki zazwyczaj kosmopolityczne. Grzyby mikroskopijne, w większości saprotrofy, ale gatunki należące do rodziny Ceratocystidaceae to pasożyty, głównie roślin. Niektóre z gatunków są pasożytami ludzi.
Owocniki, jeżeli występują, to pojedynczo w postaci klejstotecjów lub perytecjów. Przeważnie są czarne, cienkościenne, czasami mają dobrze rozwinięte szczecinki. Worki maczugowate lub o kształcie zbliżonym do kulistego, bardzo cienkościenne i nietrwałe. W workach powstaje po 8 askospor. W hymenium brak parafiz, natomiast między workami czasami znajdują się niezróżnicowane strzępki. Askospory bezbarwne, żółte lub czerwonobrązowe, bez przegród lub z przegrodami (rzadziej).

## Systematyka
Pozycja w klasyfikacji według Index FungorumHypocreomycetidae, Sordariomycetes, Pezizomycotina, Ascomycota, Fungi.
TaksonomiaWedług aktualizowanej klasyfikacji Index Fungorum bazującej na Dictionary of the Fungi do rzędu tego należą następujące rodziny i rodzaje incertae sedis:
- rodzina Ceratocystidaceae Locq. 1972
- rodzina Chadefaudiellaceae Faurel & Schotter ex Benny & Kimbr. 1980
- rodzina Halosphaeriaceae E. Müll. & Arx ex Kohlm. 1972
- rodzina Microascaceae Luttr. ex Malloch 1970
- rodzina Triadelphiaceae Y.Z. Lu, J.K. Liu, Z.L. Luo & K.D. Hyde 2019
- rodzina Incertae sedis
  - rodzaje incertae sedis: Bisporostilbella Brandsb. & E.F. Morris, Cephalotrichiella Crous, Chalaropsis Peyronel, Cornuvesica C.D. Viljoen, M.J. Wingf. & K. Jacobs, Endoconidiophora Münch, Gabarnaudia Samson & W. Gams 1974, Gesasha Abdel-Wahab & Nagah., Inodoromyces C. Mayers & T.C. Harr. 2019, Kitesporella J.S. Jheng & K.L. Pang,Sphaeronaemella P. Karst., Viennotidia Negru & Verona[2].